# Code Geass Complete Best
Code Geass Complete Best é uma coletânea lançada em 14 de janeiro de 2009 para a a série de anime Code Geass. Em sua semana de lançamento a coletânea alcançou a primeira posição do ranking semanal da Oricon com 50.090 cópias vendidas. A compilação musical apareceu por 16 vezes nas paradas de sucesso da Oricon em diversas posições.

## Tracklist

### CD[3]
1. C.C.モノローグ1(0:31) / seiyū
2. COLORS(3:37) / Flow
（Letra：Kohshi Asakawa, Keigo Hayashi　composição：Takeshi Asakawa　Arranjo：FLOW & Koichi Tsutaya）
3. Yuukyou Seishunka(4:19) / Ali Project
（Letra：Arika Takarano　composição・Arranjo：Mikiya Katakura）
4. C.C.モノローグ2(0:35) / seiyū
5. Kaidoku Funō(4:38) / Jinn
（Letra・composição・Arranjo：Jinn）
6. Mosaic Kakera (モザイクカケラ)(3:29) / SunSet Swish
（Letra・composição：Ishida Junzo.　Arranjo：Sakamoto Masayuki・SunSet Swish）
7. Hitomi No Tsubasa(4:31) / access
（Letra：Akio Inoue.　Composição・Arranjo：Daisuke Asakura）
8. C.C.モノローグ3(0:35) / seiyū
9. O2~オー・ツー~(3:56) / ORANGE RANGE
（Letra・composição：ORANGE RANGE、Arranjo：Satori Shiraishi・ORANGE RANGE）
10. PANIC FANCY(4:16) / ORANGE RANGE
（Letra・composição：ORANGE RANGE、Arranjo：Satori Shiraishi・ORANGE RANGE）
11. C.C.モノローグ4(0:32) / seiyū
12. WORLD END(3:47) / FLOW
（Letra：Kohshi Asakawa.　Composição：Takeshi Asakawa　Arranjo：FLOW & Ikoman）
13. Waga Routashi Aku no Hana(4:28) / Ali Project
（Letra：Arika Takarano.　Composição・Arranjo：Mikiya Katakura）
14. C.C.モノローグ5(0:46) / seiyū

### DVD[3]
1. COLORS type1
2. COLORS type2
3. 勇侠青春謳 (Yuukyou Seishunka)
4. 解読不能 (Kaidoku Funō) type1
5. 解読不能 (Kaidoku Funō) type2
6. モザイクカケラ type1
7. モザイクカケラ type2
8. 瞳ノ翼 (Hitomi No Tsubasa)
9. O2~オー・ツー~
10. シアワセネイロ
11. WORLD END type1
12. WORLD END type2
13. わが臈たし悪の華 type1
14. わが臈たし悪の華 type2